# 岡田紋三郎
岡田 紋三郎（おかだ もんさぶろう、1875年〈明治8年〉1月28日 - 1954年〈昭和29年〉）は、愛知県宝飯郡西浦村（現・蒲郡市）出身の地方自治功労者。

## 経歴
1875年（明治8年）1月28日、愛知県宝飯郡西浦村102番地（現・蒲郡市西浦町）に生まれた。父は岡田紋太郎であり、紋三郎は長男だった。

### 戦前

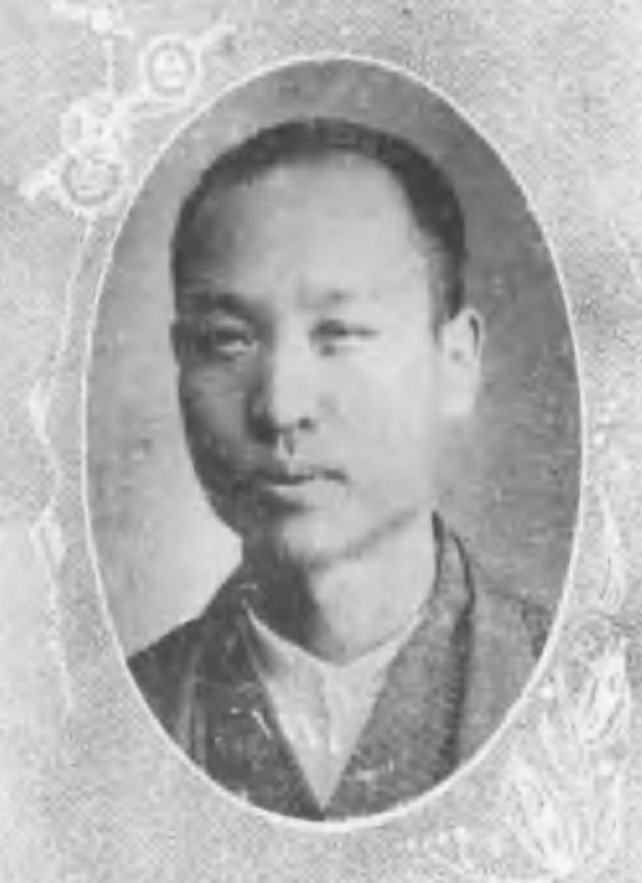
1930年の岡田紋三郎

1901年（明治34年）4月に26歳で西浦村収入役に就任したが、同年10月に収入役を辞任して西浦村会議員に就任した。1907年（明治40年）には初めて西浦村長に就任。1947年（昭和22年）3月まで西浦村会議員の座にあり、この間には3期間計17年間に渡って西浦村長の座にもあった。
日露戦争後には西浦村大山、長瀬、稲村、折敷田にまたがる官有地が民間に払い下げられることになり、村外から高額の資金で払い下げを求める人物も現れたが、岡田は西浦村公債を発行してこの土地を西浦村の財産とした。この土地では後に採石業が発展し、また西浦温泉の観光業も発展した。
宝飯郡会議員、宝飯郡参事会員、宝飯郡西部水産組合長、宝飯郡水産組合長、愛知県水産組合評議員、愛知県水産組合副組合長なども歴任した。岡田は漁民に遠洋漁業を奨励し、カツオ船やマグロ船を建造したり、海技士試験のために船員講習会を開催するなどしている。さらには漁港の改修、護岸堤防の改築などにも取り組んだ。これらの功績から、岡田は西浦町における信用組合の生みの親、漁業組合の育ての親とされる。

### 戦後

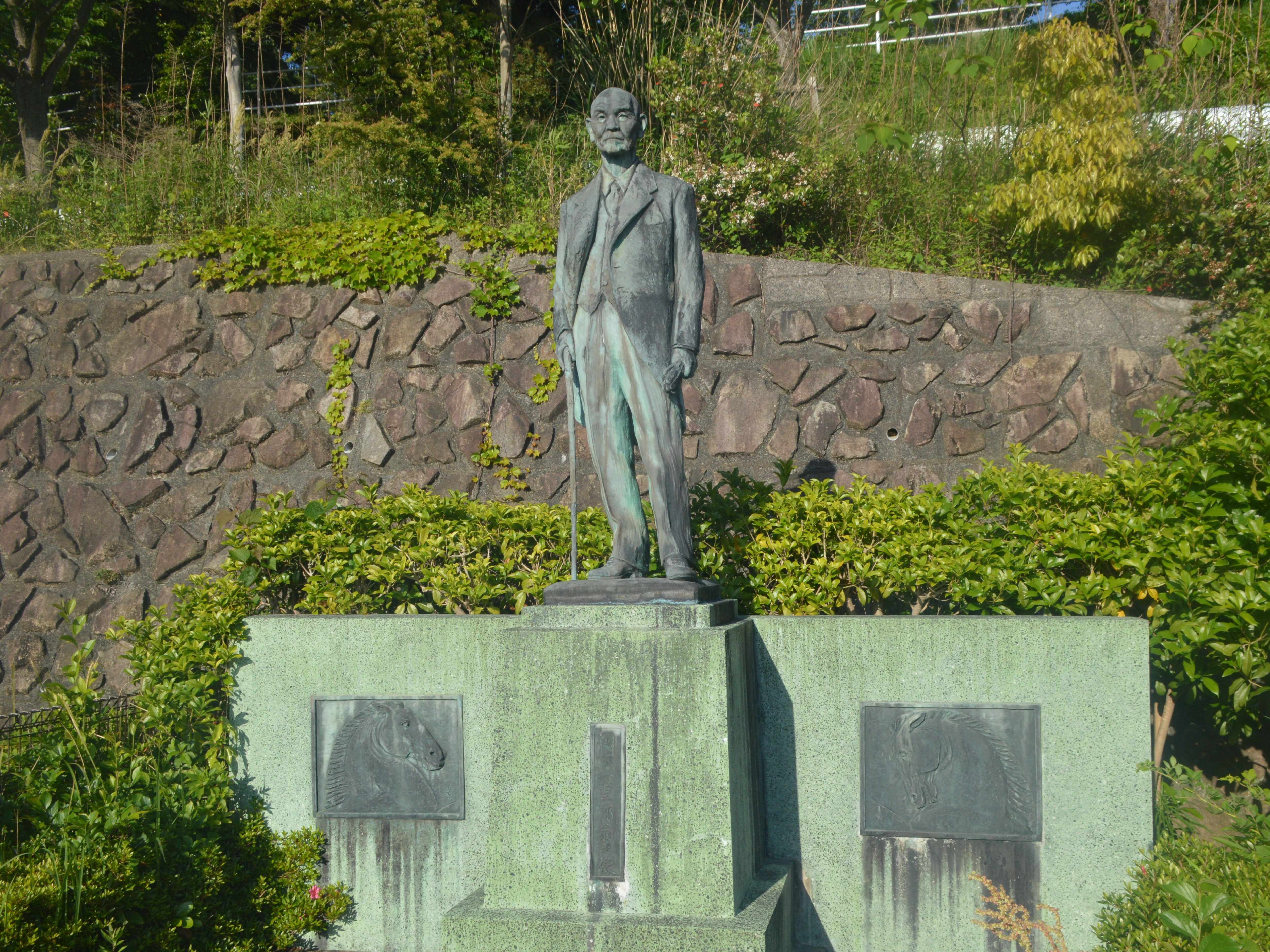
岡田紋三郎翁之像

1947年（昭和22年）4月5日には首長公選制導入後初の西浦町長選挙が行われ、唯一の候補者として無投票で西浦町長に就任した。1951年（昭和26年）4月23日にはやはり無投票で西浦町長に再選された。1953年（昭和28年）5月8日の西浦町長選挙では無投票で吉見良助が当選し、岡田は2期6年務めた西浦町長を退任した。
1954年（昭和29年）に死去した。同年春には西浦町公民館の前に銅像「岡田紋三郎翁之像」が建立された。